# Saison 1 de Superior Donuts
Chronologie
Saison 2
Cet article présente le guide des épisodes de la première saison de la série télévisée américaine Superior Donuts.

## Généralités
- Aux États-Unis, la saison a été diffusée du 2 février 2017[1] au 8 mai 2017 sur le réseau CBS.

## Distribution

### Acteurs principaux
- Judd Hirsch : Arthur Przybyszewski
- Jermaine Fowler (en) : Franco Wicks
- Katey Sagal : Randy DeLuca
- David Koechner : Carl « Tush » Tushinski
- Maz Jobrani : Fawn
- Anna Baryshnikov (en) : Maya
- Darien Sills-Evans (en) : James Jordan
- Rell Battle : Sweatpants

## Épisodes

### Épisode 1: titre français officiel inconnu (Pilot)
- États-Unis : 2 février 2017 sur CBS[2]

- États-Unis : 10,54 millions de téléspectateurs[3] (première diffusion)

### Épisode 2: titre français officiel inconnu (What's the Big Idea?)
- États-Unis : 6 février 2017 sur CBS

- États-Unis : 7,34 millions de téléspectateurs[4] (première diffusion)

- Ali Eldin (Bearded Customer)
- Eddie Mujica (Hipster Customer)

### Épisode 3: titre français officiel inconnu (Crime Time)
- États-Unis : 13 février 2017 sur CBS

- États-Unis : 7,25 millions de téléspectateurs[5] (première diffusion)

Eric Edelstein (Officer Deckerd)

### Épisode 4: titre français officiel inconnu (Trust Me)
- États-Unis : 20 février 2017 sur CBS

- États-Unis : 6,71 millions de téléspectateurs[6] (première diffusion)

Lucas Hazlett (Crackhead Kevin)

### Épisode 5: titre français officiel inconnu (Takin’ It to the Streets)
- États-Unis : 27 février 2017 sur CBS

- États-Unis : 6,35 millions de téléspectateurs[7] (première diffusion)

- Eric Edelstein (Officer Deckerd)
- Diane Yang Kirk (Reporter)
- Jasslyn Marae (Amanda)

### Épisode 6: titre français officiel inconnu (Arthur's Day Off)
- États-Unis : 6 mars 2017 sur CBS

- États-Unis : 6,18 millions de téléspectateurs[8] (première diffusion)

- David Pasquesi (Lou)
- Ella Jay Basco (Logan)
- Mary Sohn (Logan's Mom)
- Collin Lee Turner (Bowler)
- Mike Madrigal (Customer)
- Algerita Wynn (Doris)

### Épisode 7: titre français officiel inconnu (The Amazing Racists)
- États-Unis : 13 mars 2017 sur CBS

- États-Unis : 6,21 millions de téléspectateurs[9] (première diffusion)

- Kevin Dorff (Phil)
- Nelson Lee (Officer Li)
- Luke Youngblood (Malcolm)
- Denny Logan (Gladys)
- Tracy Thorpe (Neighbor)

### Épisode 8: titre français officiel inconnu (Man Without a Health Plan)
- États-Unis : 20 mars 2017 sur CBS

- États-Unis : 5,22 millions de téléspectateurs[10] (première diffusion)

- Jim O'Heir (Gary)
- Sachin Bhatt (Bill)
- Desi Dennis-Dylan (Customer)
- Vladimir Perez (Paramedic)

### Épisode 9: titre français officiel inconnu (Get It, Arthur)
- États-Unis : 27 mars 2017 sur CBS

- États-Unis : 5,28 millions de téléspectateurs[11] (première diffusion)

- Brenda Vaccaro (Helen)
- Ozioma Akagha (Nadine)

### Épisode 10: titre français officiel inconnu (Painted Love)
- États-Unis : 10 avril 2017 sur CBS

- États-Unis : 5,02 millions de téléspectateurs[12] (première diffusion)

- Michael McDonald (en) (Manfred)
- Jim Titus (Mike)
- Julian Gant (Vince)

### Épisode 11: titre français officiel inconnu (Wage Against the Machine)
- États-Unis : 17 avril 2017 sur CBS

- États-Unis : 5,08 millions de téléspectateurs[13] (première diffusion)

### Épisode 12: titre français officiel inconnu (Art for Art's Sake)
- États-Unis : 1er mai 2017 sur CBS

- États-Unis : 5,15 millions de téléspectateurs[14] (première diffusion)

- Cedric the Entertainer (Reggie Wicks)
- Suzanne Cryer (Eliza)
- Gina St. John (Patron #1)
- Charles Carpenter (Patron #2)

### Épisode 13: titre français officiel inconnu (Secrets and Spies)
- États-Unis : 8 mai 2017 sur CBS

- États-Unis : 4,84 millions de téléspectateurs[15] (première diffusion)

- Ozioma Akagha (Nadine)
- Joey Coco Diaz (Jake)
- Norma Maldonado (Moderator)